# کشف حجاب در ایران
کشف حجاب در ایران رویداد فرهنگی اجتماعی تغییر پوشش زنان که توسط رضاشاه و با قانون کشف حجاب در ۱۷ دی ۱۳۱۴ تصویب و اجرا شد. به موجب آن، زنان و دختران ایرانی از استفاده از چادر، روبنده و روسری در مدارس، و دانشگاه‌ها، مراکز اداری و دولتی منع شدند و باید از کلاه و پالتو استفاده می‌کردند.
نشانه‌های کشف حجاب را می‌توان در سخنرانی بدون روبنده طاهره قرةالعین در سال ۱۲۶۴ قمری و همچنین در دربار ناصرالدین شاه قاجار و در محافل روشنفکری یافت. فعالان جنبش زنان ایران در دوره مشروطه و ابتدای حکومت رضاشاه بحث‌هایی در نقد حجاب گشودند. از اواسط دهه ۱۳۰۰ انتقاد به حجاب دست‌کم در تهران آسان‌تر شده بود و گروه‌های فعال جنبش زنان ایران از حجاب انتقاد می‌کردند، برای مثال نشریهٔ عالم نسوان در سال ۱۳۱۰ بحثی دربارهٔ حجاب باز کرد و فراخوانی برای این بحث چاپ نمود؛ در پاسخ زنانی از بی‌حجابی بسیار دفاع کردند و انحطاط اخلاقی جامعه را از سرکوب زنان توسط مردان می‌دانستند. انجمنی مخفی با عنوان «مجمع کشف حجاب» از سوی میرزا ابوالقاسم آزاد و طوبی آزاد رشدیه نیز در دهه ۱۳۰۰ تشکیل شده بود. شخص رضاشاه از همان زمان نخست‌وزیری با این انتقادات همدلی داشت، به گونه‌ای که وقتی ناظر شریعت از ابراهیم خواجه‌نوری به دلیل انتقاد از حجاب شکایت کرد، خواجه‌نوری به دستور نخست‌وزیر دورهٔ محکومیتش را به جای زندان، در بیمارستان پلیس سپری کرد. در دورهٔ پادشاهی رضاشاه به تدریج لباس‌های اروپایی زنان با کنسرت‌های بی‌حجاب قمرالملوک وزیری در باشگاه ایران به بنیان‌گذاری تیمورتاش وزیر دربار بانفوذ و نوگرای رضاشاه، به میان مردم آمد. بعضی زنان فعال حقوق زن به‌طور شخصی شروع به تغییر پوشش خود از چادر سیاه و روبنده به مانتو و کلاه کرده بودند که خود می‌دوختند و می‌پوشیدند ولی بعضا در جامعه با برخوردهای بدی مواجه می‌شدند.
نخستین شایعات پیرامون قانون کشف حجاب، پس از آن پخش شد که ملکه افغانستان ثریا طرزی بدون حجاب به همراه شاه افغانستان در سال ۱۳۰۸ در زمان رضا شاه به ایران آمد. رضا شاه پس از تنها سفر خارجی‌اش به ترکیه در ۱۲ خرداد ۱۳۱۳، تحت تأثیر اقدامات رادیکال آتاترک قرار گرفت. در این دوره نیز ممنوعیت حجاب در مدرسه‌های دخترانه پخش شد، و قانونی در این راستا تصویب شد. بخشنامهٔ کشف حجاب جهت تصویب رضاشاه در تاریخ ۲۷ آذر ۱۳۱۴ از طرف رئیس‌الوزرا به دربار فرستاده شد تا در آغاز دی‌ماه فرمان اجرای رسمی قانون کشف حجاب به تمام ولایات ایران ارسال گردد. همچنین انجمن‌های حمایت از زنان که توسط دولت شاهنشاهی تأسیس شده بودند مانند کانون بانوان به تبلیغ این بخشنامه پرداختند. رضاشاه در ۱۷ دی سال ۱۳۱۴ طی جشن فارغ‌التحصیلی دختران بی‌حجاب در دانشسرای مقدماتی رسماً بر کشف حجاب تأکید کرد.
هر چند پلیس اجازهٔ توسل به خشونت را نداشت، ولی کشف حجاب به‌طور ناگهانی برای برخی زنان، به خصوص بخشی از زنان مسن‌تر که بدون روبنده احساس برهنگی می‌کردند و عملاً در خانه محبوس شدند، مشکلاتی ایجاد کرد. با این حال به لحاظ آماری، حضور دانش‌آموزان دختر در مدارس بعد از صدور قانون رفع حجاب و در سال‌های آخر عهد رضاشاه اوج شدیدی گرفت. در سال ۱۳۲۰ که رضاشاه ایران را ترک کرد اجرای قانون کشف حجاب سریعاً فراموش شد. وزارت فرهنگ حکم داد از ورود زنان بی‌حجاب به دانشگاه جلوگیری شود و معلمان زن مدرسه‌ها و استادان زن دانشگاه‌ها مجبور شدند با حجاب به کلاس درس بروند. در تهران و سایر شهرها دختران دانش‌آموز و زنان حجاب را دوباره برسر گذاشتند. برخی حجاب اجباری جمهوری اسلامی را یکی از نتایج کشف حجاب اجباری دوره رضاشاه دانسته‌اند.

## جنبش زنان ایران و کشف حجاب تا سال ۱۳۱۴

پوشش زنان قبل از کشف حجاب با چادر و پارچه سفیدی که بعنوان روبند استفاده می‌شد

طاهره قرةالعین در سال ۱۲۶۴ قمری در واقعه بدشت سخنرانی کرد و با حاضر شدن بدون نقاب روبنده حاضران را شگفت‌زده کرد. او همچنین جدائی دین بابی از دین اسلام و نسخ احکام و سنن قدیم را اعلام کرد. هدی شعراوی در مصر همین کار را کرد.
در دربار قاجار، مسافرت‌های شاه به اروپا و مشاهداتش از وضعیت پوشش زنان اروپایی در دربار تأثیر به سزایی داشت. به تدریج موضوع «کشف حجاب» در قالب تجدد خواهی به محافل روشنفکری و اشعار شعرا نفوذ کرد و در مطبوعات منعکس شد.
روزنامه دیلی تلگراف در تاریخ ۳ ژوئن ۱۹۲۷ میلادی (۱۲ خرداد ماه ۱۳۰۶خورشیدی) در ذیل خبری با عنوان «بانوان عصر جدید ایران؛ مبارزه برای آزادی» نوشت:
تهران، سه‌شنبه - مبارزه‌ای که بانوان متجدد و روشنفکر ایران برای آزادی نسوان شروع کرده‌اند ممکن است دامنه آن به کشمکش و تصادم میان اولیای امور و رهبران این نهضت کشیده شود. به درخواست مکرر نمایندگان علماء و بنا به قولی، روی خواهش شوهران غیور و حسود، شب گذشته، قوای انتظامی به باشگاهی که زنان بی‌حجاب با لباس‌های شبانه آخرین مد پاریس، با مردها اجتماع کرده، حمله بردند.
مدیر باشگاه که علاقه زیادی به آزادی زنان و شرکت آن‌ها در مسائل اجتماعی دارد، بازداشت و زندانی شد و هنوز معلوم نیست چه جرمی علیه او اعلام خواهد شد. زن‌ها اجتماعاتی تشکیل داده، علیه نادانی و عقب‌افتادگی خود به اولیای امور اعتراضات شدیدی نموده‌اند. این بانوان متجدد، مدعی هستند که یکی از عوامل مهم نهضت زنان ایران، همان نفرت و دوری از همسری با دخترانی است که آن‌ها را به چشم ندیده و نشناخته و از این رو جوانان ایرانی، برای ازدواج با دختران اروپایی بیشتر اظهار تمایل می‌نمایند.
زنان متجددی که در خبر فوق از آنان یاد شده، مربوط به اعضای انجمنی بودند، که با عنوان مجمع کشف حجاب از سوی میرزا ابوالقاسم آزاد، تشکیل شده بود.

ابوالقاسم خان آزاد مراغه‌ای به همیاری همسرش شهناز آزاد رشدیه (دختر میرزا حسن رشدیه) در مرداد ماه ۱۲۹۹ خورشیدی نشریه‌ای به نام «نامه بانوان» منتشر کرد. این نشریه در زمانی منتشر شد که آزاد مراغه‌ای از مدتی قبل انجمنی مخفی تحت عنوان «مجمع کشف حجاب» تأسیس کرده بود و جلسات این انجمن با حضور زنان و مردان در منزل وی و دیگر اعضاء انجمن تشکیل می‌شد. در این جلسات افرادی چون یحیی دولت‌آبادی شرکت می‌کردند و به بحث و گفتگو می‌پرداختند. این مجمع پس از مدتی فعالیت از سوی شهربانی منحل و آزاد نیز دستگیر و مدتی محبوس شد؛ فعالیت‌های او برای کشف حجاب چهار بار او را راهی زندان و تبعید کرد…
از اواسط دهه ۱۳۰۰ انتقاد به حجاب دست‌کم در تهران آسان‌تر شده بود. گروه‌های فعال جنبش زنان ایران از حجاب انتقاد می‌کردند، برای مثال نشریه عالم نسوان در سال ۱۳۱۰ بحثی دربارهٔ حجاب باز کرد و فراخوانی برای این بحث چاپ نمود. پاسخ‌های موافق و مخالف داده می‌شد. در مجموع، زنان از بی‌حجابی بسیار دفاع کردند و انحطاط اخلاقی جامعه را از سرکوب زنان توسط مردان می‌دانستند.
هدی شعراوی نیز در همین دوره، در سال ۱۳۰۲ در مصر حجاب اسلامی‌اش را به نشانه حمایت از جنبش فمینیستی با اهدافی گسترده‌تر، در دریای مدیترانه انداخت.

## قانون کشف حجاب

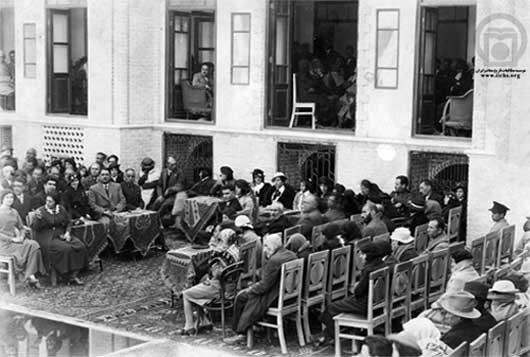
جشن کشف حجاب در قم

رضاشاه قانون کشف حجاب را یکباره صادر نکرد.
او که در دورهٔ نخست‌وزیری در تلاش بود با روحانیون شیعه رابطهٔ خوبی داشته باشد، از مسئلهٔ حجاب دوری می‌کرد، اما از همان زمان رفع حجاب را در دستور کار داشت. زمانی‌که ابراهیم خواجه‌نوری در نشریهٔ خود دربارهٔ کشف حجاب و آزادی زنان نوشت و به دلیل شکایت ناظر شریعت به ۳ ماه زندان محکوم شد، رضاخان دستور داد او دورهٔ محکومیت‌اش را به جای زندان، در بیمارستان پلیس سپری کند. در دورهٔ رضاشاه به تدریج لباس‌های اروپایی زنان با کنسرت‌های با پوشش آزاد قمرالملوک وزیری در باشگاه ایران به بنیان‌گذاری تیمورتاش وزیر دربار بانفوذ و نوگرای رضاشاه، به میان مردم آمد.
امان‌الله خان و ملکه ثریا، شاه و ملکه افغانستان در سال ۱۳۰۸ به ایران آمدند. ملکه افغانستان بی‌حجاب بود و جنجالی در میان روحانیون ایران برانگیخت. آنان از رضاشاه خواستند ملکه افغانستان را در ایران مجبور به داشتن حجاب کند که رضاشاه نپذیرفت. در همین زمان شایعاتی دربارهٔ تصویب قانون منع حجاب پخش شد.
از یک سال پیش، دولت به پلیس دستور داده بود که به زنان اجازه داده شود تا بدون حجاب اسلامی در انظار عمومی ظاهر شوند و با وجود مخالفت روحانیون، در تهران تعدادی از زنان بدون حجاب رفت و آمد می‌کردند. شخص ملکه نیز گهگاه حجاب بر سر نمی‌کرد. اما رفع حجاب هنوز به سیاست رسمی تبدیل نشده بود. نخستین نشانه از چنین سیاستی، در آخرین نشست کابینهٔ هدایت (در ۱۳۱۲) مشهود است. در آن جلسه، بنا به اصرار تیمورتاش، کلاه زنانه در فهرست اقلام وارداتی گنجانده شد، زیرا او عقیده داشت که در آینده تقاضا برای آن افزایش پیدا می‌کند. سفر ۱۳۱۳ رضاشاه به ترکیه و مشاهدهٔ مشارکت زنان در جامعه آن کشور، تأثیر عمیقی بر او گذاشت و باعث شد که به اصلاحات خود سرعت بیشتری بخشد. از این زمان اقدامات جهت آماده‌سازی جامعهٔ ایران برای ممنوعیت حجاب اسلامی آغاز شد؛ در ۱۳۱۴، کانون بانوان با حمایت دولتی تأسیس شد که یکی از اهدافش، تبلیغ برای کنار گذاشتن حجاب بود. وزرا موظف شدند یک روز در هفته، به همراه زنان خود که حجاب را کنار گذاشته بودند، در مهمانی‌های مختلط حاضر شوند. با آغاز سال تحصیلی، حجاب در مدارس ممنوع شد؛ مخالفت جدی با این ممنوعیت برنخاست زیرا بیشتر دختران بدون حجاب به مدرسه می‌رفتند. اما واقعهٔ گوهرشاد در اعتراض به کلاه شاپو، باعث شد ممنوعیت سراسری حجاب به تأخیر افتد.
از جمله نتایج این نوع تحولات فرهنگی در زمان رضاشاه، نوگرایی در نوع پوشش مردم بود. او دستور داد که مردم لباس‌های متحدالشکل بپوشند و مردان کلاه پهلوی بر سر بگذارند، و خواهان کاهش محدودیت‌ها و اجبارهای سنتی در انتخاب پوشش زنان شد. مشاهدات او از وضعیت فرهنگی ترکیه در سفرش، رضاشاه را بیش از پیش به این اندیشه واداشت که آزادی زنان می‌تواند عامل مهمی در پیشرفت فرهنگی جامعه باشد. این دیدگاه را او یک سال پس از بازگشت از ترکیه، در آذر ۱۳۱۴، با محمود جم «رئیس‌الوزرا» چنین بازگو نمود:
نزدیک دو سال است که این موضوع سخت فکر مرا به خود مشغول داشته است، خصوصاً از وقتی که به ترکیه رفتم و زن‌های آن‌ها را دیدم که «پیچه» و «حجاب» را دور انداخته و دوش به دوش مردهایشان در کارهای مملکت به آن‌ها کمک می‌کنند، دیگر از هر چه زن چادری است بدم آمده است. اصلاً چادر و چاقچور دشمن ترقی و پیشرفت مردم است. درست حکم یک دمل را پیدا کرده که باید با احتیاط به آن نیشتر زد و از بینش برد.
هدایت پیشنهاد داد که چادر با روپوش جایگزین شود اما رضاشاه فقط به پوششی کاملاً اروپایی راضی بود. از این رو بخشنامهٔ کشف حجاب جهت تصویب رضاشاه در تاریخ ۲۷ آذر ۱۳۱۴ از طرف رئیس‌الوزرا به دربار فرستاده شد تا در آغاز دی‌ماه فرمان اجرای رسمی قانون کشف حجاب به تمام ولایات ایران ارسال گردد. رضاشاه دستور داد برنامه‌ای ترتیب داده شود که بتواند در آن دختران بدون حجاب خود را همراهی کند. علی‌اصغر حکمت، وزیر معارف (آموزش)، جشن پایان سال تحصیلی را پیشنهاد کرد. رضاشاه در ۱۷ دی سال ۱۳۱۴ طی جشن فارغ‌التحصیلی دختران بی‌حجاب در دانشسرای مقدماتی رسماً بر کشف حجاب تأکید کرد.
در روز ۱۷ دی ۱۳۱۴ تاج‌الملوک آیرُملو، همسر رضاشاه و دخترانشان شمس و اشرف بدون حجاب به دانشسرای تربیت معلم رفتند. این نخستین‌بار بود که خانواده شاه بدون حجاب و روبنده در مجمعی عمومی ظاهر می‌شدند.
از نزدیکان رضاشاه نقل شده است که فرمان کشف حجاب برای رضاشاه دردآور بود، اما برای اعتلای زنان ایرانی این فرمان را ضروری می‌دانست. به گفته محمد باهری رضاشاه به فرح در این باره گفته بوده مرگ برای من گواراتر است از این‌که دست زنم را بدون چادر بگیرم و بروم میان اشخاص اجنبی ولی چه کنم که پیشرفت مملکت و ترقی مملکت ایجاب می‌کند که زن‌ها آزاد بشوند و برای این‌کار من باید اولین آدمی باشم که این‌کار را می‌کنم. همچنین در استان‌ها مراسم‌هایی تحت عنوان «آزادی زنان» برگزار شد. پروین اعتصامی با سرودن شعر «زن در ایران» از این قانون استقبال کرد:
| خسروا! دست توانای تو آسان کرد کار     |  | ورنه در این کار سخت امید آسانی نبود |
| شه نمی‌شد گر در این گمگشته کشتی ناخدای |  | ساحلی پیدا از این دریای طوفانی نبود |

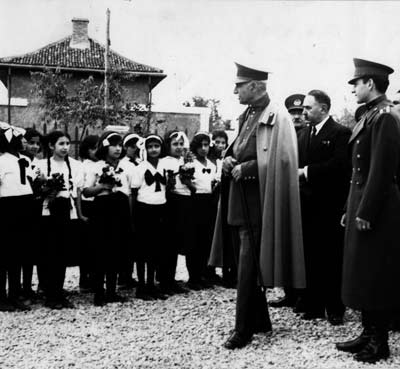
بازدید رضاشاه و محمدرضا پهلوی (ولیعهد) از صف دانش آموزان در استان مازندران. افزایش حضور دختران در مدارس یکی از پیامدهای کشف حجاب بود.

کنار گذاشتن حجاب برای زنان مقامات کار سختی نبود، اما حضور در انظار عمومی با لباسی اروپایی باعث شرمساری اغلب زنان طبقهٔ عامه می‌شد. بیشترشان حتی نمی‌دانستند چه بپوشند، زیرا لباس‌هایی که تا آن زمان زیر چادر به تن می‌کردند و دیده نمی‌شد، برای حضور در اجتماع مناسب نبود. بعد از صدور این قانون، از ورود زنان محجبه به مکان‌های عمومی مثل حمام، سینما جلوگیری می‌شد. یک ماه بعد، ورود زنان محجبهٔ ایرانی به حرم رضا نیز ممنوع شد (این قانون شامل زنان محجبهٔ خارجی نمی‌شد). مدتی بعد محدودیت تازه‌ای وضع کردند؛ بدین‌گونه که زنان تن‌فروش باید حتماً حجاب اسلامی می‌داشتند و تنها در صورت ازدواج می‌توانستند آن را کنار بگذارند. این‌گونه دولت می‌خواست از احساس «بی‌عفتی» کردن توسط زنانی که حجاب را کنار گذاشته بودند، جلوگیری کند.
واکنش‌ها به قانون منع حجاب متفاوت بود؛ طبقهٔ متجدد آن را به فال نیک گرفت و رضاشاه را برای آزادسازی زنان ستود، اما اکثریت زنان کشور با مشکلاتی مواجه شدند. هر چند پلیس اجازهٔ توسل به خشونت را نداشت، اما گاه برخورد فیزیکی اتفاق می‌افتاد و چادرها و روسری‌ها را به زور پاره می‌کردند. در شمال کشور روحانیون با قانون مورد نظر کنار آمدند و در مازندران حتی یکی از آن‌ها، در ستایش رفع حجاب و آزادی زنان سخنرانی کرد، اما در مناطق مذهبی مثل قم، خانواده‌ها دختران را از تحصیل محروم می‌کردند. در هر صورت آمار می‌گوید حضور دانش‌آموزان دختر در مدارس بعد از صدور قانون رفع حجاب و در سال‌های آخر عهد رضاشاه اوج شدیدی گرفت. در نهایت، ممنوعیت حجاب با پایان سلطنت رضاشاه ملغی شد.

## در افغانستان

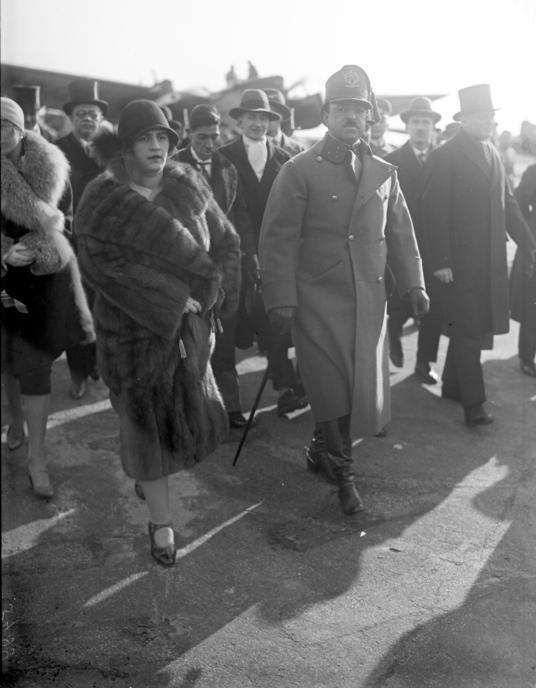
امان‌الله شاه افغانستان به‌همراه همسرش ثریا طرزی در مجموعه سفرهای خارجی خود سال ۱۹۲۷م -۱۳۰۶ ش

امان‌الله در اولین قانون اساسی افغانستان در سال ۱۳۰۳ ش، بندهایی را به آزادی زنان اختصاص داد از جمله منع ازدواج دختران نابالغ و منع چند همسری. در ۱۳۰۶ش سفرهای اروپایی امان‌الله خان به همراه ملکه ثریا تأثیر زیاد روی شکل‌گیری افکار و تصمیم آنها برای تحقق حقوق زنان داشت. ملکه افغانستان متأثر از افکار پدرش محمود طرزی بود و شاه را برای تشکیل نهضت زنان یاری کرد و اولین مدرسه و بیمارستان زنانه را به نام مستورات در سال ۱۳۰۰ و ۱۳۰۳ ش تأسیس کردند. در خیابان‌های مهم کابل، بر تابلو نوشته بودند «هیچ زنی با برقع از اینجا عبور کرده نمی‌تواند». کشف حجاب و تغییرات اجتماعی نارضایتی روحانیون را بیشتر و زمینه سقوط نظام امانی توسط شورشیان به سرکردگی حبیب‌الله کلکانی را مساعد کرد. کلکانی که ۹ ماه حکومت کرد آزادیها را سلب کرد: مردان باید لنگی بگذارند، لباس محلی بپوشند و ریش خود را نتراشند و زنان ترک صدر را که حکم کرده بود، مسترد کنند، برآمدن زنان و دختران بدون اجازه ولی ممنوع و مکتب مستورات بسته شد، فرستادن دختران به خارجه بدناموسی دانسته و ممنوع کرد. با به قدرت رسیدن نادرشاه، وضعیت بهبود نیافت.
در زمان ظاهرشاه در سال ۱۳۱۲ نهضت زنان دوباره شکل گرفت. تعداد مدارس و بیمارستان‌ها بیشتر شد و زنان به آموختن زبان‌های خارجی پرداختند. با وجود این کلاس درس زنان و مردان مجزا بود و زنان با چادر رفت و آمد می‌کردند. تا این که در زمان محمد داود خان، نخست‌وزیر وقت در سال ۱۳۳۸ زنان دربار بدون حجاب در جشن استقلال ظاهر شدند. زنان خاندان شاهی مثل ملکه حمیرا همسر ظاهرشاه در این راه پیشگام شدند. سپس زنان اعضای کابینه، ژنرالها و مقامات ارشد هم پیروی کردند و تعداد زنان بدون چادر به مرور زمان افزایش یافت و به طبقات متوسط جامعه رسید. رشد حضور اجتماعی زنان با آمدن ببرک کارمل و دکتر نجیبالله ادامه داشت. در کابینه آنها آناهیتا راتب‌زاد و معصومه عصمتی وردک به وزارت رسیدند و زنان به کارهایی مثل مردان پرداختند و حتی راننده اتوبوس‌های شهری شدند.
در ۸ اردیبهشت ۱۳۷۱ خورشیدی با روی کار آمدن مجاهدین زنان بار دیگر مورد فشار قرار گرفتند. در زمان حکومت برهان‌الدین ربانی فرمان محدودیت برای تساوی زنان با مردان و پوشش آنها تصویب شد.
دوره حجاب به زنان تحمیل شد. مجاهدین ۴ سال در افغانستان حکومت کردند. سپس 'امارت اسلامی طالبان ' ۵ سال دوام آورد. و زنان را مجبور به پوشیدن چادر کردند حق تحصیل و کار نداشته و بدون محرم حق رفت و آمد نداشتند. پلیس مذهبی امر به معروف و نهی از منکر زنان را زیر نظر داشتند و حتی اگر روی پای‌شان از کفش نمایان بود در خیابان شلاق می‌خوردند.

## انتقادها

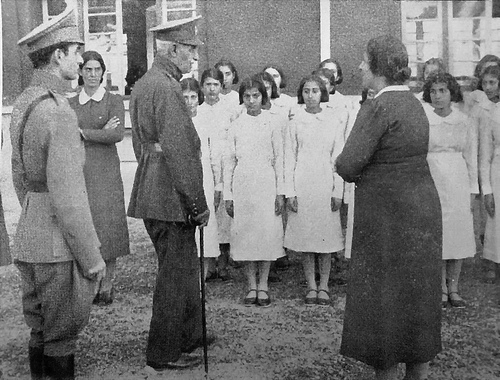
رضاشاه در دبیرستان دخترانه تاج شاهی

به گفتهٔ الیز ساناساریان، کشف حجاب در ترکیه اختیاری بود و علاوه بر آن آتاترک فعالیت‌های برنامه‌ریزی شده و تبلیغات محتاطانه‌ای برای تشویق زنان به برداشتن حجاب اجرا می‌کرد؛ مثلاً می‌گفت:
خودتان را به جهان نشان دهید و رودررو به جهان بنگرید.
 اما رضاشاه این کار را با زور و اجبار انجام داد و به‌طور ناگهانی حق انتخاب را از زنان گرفت و هیچ روند جامعه‌پسندی برای این کار طی نشد. بخشی از زنان که مسن‌تر و سنتی بودند و احساس برهنگی می‌کردند عملاً در خانه محبوس شدند.
جعفر شهری در کتاب طهران قدیم در این باره نوشته است: اما شرط قانونی و انسانی و بلکه عقلانی آن بود که نظمیه و امنیه مردم را قبلاً مطلع و مصوبات آن را گوشزد ساخته اسباب آن را مانند کت و شلوار و کلاه نقاب دار فراهم آورند اما از آنجا که به رونویس قوانین استبداد و سایر قوانین ساریه چند هزار ساله که کنار آن هم ماده‌ای به نام زورتپان تصویب شده بود! از همان ساعت اول آژان‌ها و امینه‌ها در شهرها و دهات بجان مردم افتاده به دردسر و مزاحمت اهالی پرداختند و هر روز بر فشار و تعدی افزودند تا آن را به صورت اهانت و بی‌حرمتی و زور و نوعی تصفیه حساب درآوردند.
وی در ادامه نوشته است: قبایی بر اندام کسی نمی‌دیدند که دامن آن را با قیچی و چاقو نبریده و شال و کمربند و عبایی بر پیکر و دوش کسی نمی‌نگریستند که آن را ندریده یا مصادره ننمایند. کلاه‌های سابق در زمره اخلالگران و آشوب جویان و مخربین کشور و معاندین سلطنت درآمدند که باید با بیرحمی هر چه تمامتر سرکوب شده از صفحه روزگار برشان اندازند… چه کلاه‌ها که از سر محترمین برداشته شده به زیر پا لگد مال گردیده در گل و لای و لجن افتاد و چه شب کلاه‌ها و دیگر سرپوش‌ها که آغشته به کثافت و پلیدی گردیده بر سر صاحبانشان گذاشته شد… دشنام و ناسزا و آب دهان و پس گردنی و ریش و سبیل کندن و چوب باتون و ته قنداق تفنگ و شلاق و پنجه پوتین و توسری برای مردمی که شب خوابیده و صبح محکوم به اتحاد شکل و تعویض لباس و کلاه شده بودند رایگان بود… همراه فجایعی که ذکر آن‌ها در شهامت نگارنده نمی‌باشد. چه انسانی‌ترین عمل آن این بود که در یک روز بیش از هفتصد نفر از مردم که به مخالفت با کشف حجاب در مسجد گوهر شاد مشهد جمع شده بودند توسط مأمورانی که عوض کلاه سر می‌آوردند هدف گلوله تفنگ و مسلسل قرار گرفته و کشته شدند.